# Andreas Lipa
Andreas Lipa (* 26. April 1971 in Wien) ist ein ehemaliger österreichischer Fußballspieler und nunmehriger -trainer.

## Vereinskarriere

### Karrierebeginn in Wien
Lipa begann seine Karriere in der Jugend des Post SV Wien, ehe er im Alter von 17 Jahren zum First Vienna FC wechselte. In der Saison 1989/90 holte ihn der damalige Trainer Ernst Dokupil in die Profimannschaft, für die er in der Rückrunde der Saison zu drei Kurzeinsätzen kam. Es folgten eineinhalb Spielzeiten, in denen er nicht an den etablierten Spielern wie Jiří Ondra, Kurt Russ oder Leopold Lainer vorbeikam und insgesamt lediglich 15 Einsätze absolvierte.
Als die Mannschaft aufgrund zu hoher Ausgaben in der Vergangenheit zerfiel, schlug in der Spielzeit 1991/92 seine Stunde. Als Defensivallrounder wurde er von Trainer Peter Leitl für seine Vielseitigkeit geschätzt und hatte praktisch drei Saisonen über, wenn auch auf verschiedenen Positionen, einen Stammplatz. Die Spielzeit verlief für den Verein jedoch katastrophal. Aufgrund der Finanzprobleme "leaste" Vienna-Präsident Heinz Hawelka, zwecks Kosteneinsparung, einfach eine bunte Truppe aus mehrheitlich Jungtalenten zusammen, die nur mehr bedingt konkurrenzfähig war. Nach 22 Runden hatte man den vorletzten Platz in der 1. Division inne und musste in die Abstiegsrunde. Dort verpasste man ausgerechnet gegen den ewigen Rivalen Wiener Sportklub, lediglich wegen der schlechteren Tordifferenz, den Klassenerhalt und musste nach 6 Jahren wieder in die 2. Division absteigen. Neben Ivica Vastić, der mit 6 Toren in 11 Spielen nachhaltig Eindruck hinterließ, galt Lipa als einer der wenigen Gewinner der Saison. Durch seine starken Leistungen hatte er Trainer-Ikone Otto Barić auf sich aufmerksam gemacht und wechselte in Folge zum aufstrebenden Vizemeister SV Austria Salzburg.

### Ersatzbank in Salzburg
Bei der damaligen Spitzenmannschaft Salzburg, hatte er abermals einen schweren Stand. Barić setzte im Titelkampf stark auf etablierte Spieler, Christian Fürstaller oder seinen früheren Vienna-Mitspieler Lainer, wodurch Lipa lediglich zu drei Einsätzen mit einem Torerfolg kam. Am Ende der Saison wurde man punktegleich hinter der Wiener Austria Vizemeister.
Ohne die Aussicht auf einen Stammplatz zog es ihn gemeinsam mit Herfried Sabitzer zum gerade erst aus der 1. Division abgestiegenen Linzer ASK. Beim LASK kam er unter Trainer Walter Skocik in der Hinrunde der Saison 1993/1994 zu 9 Einsätzen in der 2. Division, ohne jedoch zu glänzen. In einer für den Verein und Spieler unbefriedigenden Situation wagte er daraufhin den Schritt zum aussichtsreichsten Aufstiegskandidaten in der Regionalliga West, SC Austria Lustenau.

### Hochphase in Lustenau und Graz
Im Ländle knüpfte er in Folge an alte Leistungen aus Vienna-Zeiten an. Gleich in seinem ersten Halbjahr bei Lustenau durfte er den Meistertitel in der Regionalliga West und den damit verbundenen Aufstieg in die 2. Division feiern. Bereits im ersten Jahr in der 2. Liga spielte man um den Aufstieg mit, was zu einem Großteil den starken Leistungen Lipas zu verdanken war. Als Defensivspieler erzielte er 7 Tore in 26 Saisoneinsätzen. Nach einer durchschnittlichen Spielzeit 1995/96, in der die Mannschaft bedingt durch den Umbau des Reichshofstadions fast drei Viertel der Saison ins Exil verbannt wurde und damit dem Heimvorteil beraubt wurde, verstärkte man die Mannschaft zur Spielzeit 1996/97 mit Spielern wie Helgi Kolviðsson, Tamás Tiefenbach, Roger Prinzen oder Samuel Koejoe, was eine deutliche Qualitätssteigerung mit sich brachte. Lustenau war in der gesamten Spielzeit das Maß aller Dinge in der 2. Division und wurde am Ende mit fünf Punkten Vorsprung auf Vorwärts Steyr souverän Meister. Damit war der Verein erstmals in seiner Historie erstklassig. Lipa hatte durch starke Leistungen großen Anteil am Aufstieg und war über die Jahre zu einer Art Lustenauer-Spieler-Ikone avanciert.
Vor der Saison als Fix-Absteiger gehandelt, schaffte man daraufhin als Vorletzter, mit 10 Punkten Vorsprung auf Absteiger VfB Admira Wacker Mödling, den Klassenerhalt. Lipa hatte den Verein bereits in der Winterübertrittszeit verlassen und war zum damaligen Spitzenklub Grazer AK gewechselt. Lipa war dem neuen GAK Trainer Klaus Augenthaler aufgefallen, der gerade dabei war eine Mannschaft nach seinen Vorstellungen zu formen.
Es folgten fünf durchwegs erfolgreiche Jahre, in denen er mit dem Verein viermal den dritten Platz in der Bundesliga belegte bzw. zweimal den österreichischen Pokal und ebenso oft den Supercup gewann. Weiters sammelte er durch regelmäßige Europa-Cup Spiele internationale Erfahrung und kam unter seinem früheren Trainer Otto Barić im Jahr 2000 zu einem Länderspiel für Österreich. Bis zur Saison 2001/02 war er Stammspieler und hatte in der Spielzeit 1998/99, in der er fünf Tore erzielte, wohl seine beste Spielzeit beim GAK. Unter dem unglücklich agierenden GAK Trainer Thijs Libregts verlor er in der Saison 2001/02 kurzzeitig seinen Stammplatz und wurde auch durch mehrere kleine Verletzungen zurückgeworfen.

### Auslandsjahre
Zur Saison 2002/03 wagte er den Schritt ins Ausland und wechselte zu AO Xanthi nach Griechenland. Für den verein, bei dem mit Günter Friesenbichler und Jürgen Leitner noch zwei weitere Österreicher unter Vertrag standen, absolvierte er 14 Saisonspiele ohne Torerfolg. Wie schon im Vorjahr plagten ihn einige kleine Verletzungen. Nach einer Spielzeit verließ er den Verein wieder und versuchte sein Glück in England.
Bereits im Jänner 2002 war ein Wechsel zum damaligen Championship Klub FC Portsmouth nur knapp gescheitert.
Am 18. Juni 2003 unterschrieb er einen Vertrag bei der Football-League-One-Mannschaft FC Port Vale. Beim englischen Traditionsklub wurde er euphorisch empfangen. Die Tatsache, dass mit Lipa ein erstligaerfahrener ehemaliger Nationalspieler aus Österreich für Port Vale spielen würde, brachte eine hohe Erwartungshaltung mit sich. Der damalige Manager Brian Horton präsentierte ihn als Stareinkauf für die Saison und ließ über die Presse verlauten, dass man einen "hoch-qualitativen" Spieler geholt habe, der bereits auf höchstem Level sein können gezeigt hätte. Lipa konnte in Folge die Erwartungshaltung erfüllen und avancierte mit den Valiants zur Überraschung der Saison. Die als Außenseiter gehandelte Mannschaft spielte die gesamte Spielzeit um den Aufstieg mit und verpasste die Qualifikation für die Aufstiegs-Play-Offs nur aufgrund der schlechteren Tordifferenz gegenüber Hartlepool United. Lipa zeigte die gesamte Saison über äußerst starke Leistungen, hatte einen unangefochtenen Stammplatz inne und erzielte zwei Tore in 30 Einsätzen.
Zu Beginn der Folgesaison verletzte er sich schwer und fiel über eine längere Zeit aus. Danach kämpfte er sich zwar wieder zurück, hatte seine Form jedoch verloren und verletzt sich erneut. Im November 2004 wurde er entlassen. In einer Stellungnahme des Vereins wurde mitgeteilt, dass das notorisch finanzschwache Port Vale diesen Schritt tätigen musste, da Lipa bester Verdiener des Vereins wäre und man sich das Halten verletzter Spieler nicht leisten könne.

### Rassismus-Skandal
Während seiner Zeit in England sorgte er für einen Skandal: Am 18. Oktober 2003 ließ er sich im Ligaspiel gegen Plymouth Argyle zu einer rassistischen Äußerung gegen seinen farbigen Gegenspieler Jason Bent hinreißen. Bent machte die Entgleisung Lipas publik, wodurch es zu einer großen öffentlichen Diskussion kam. Der Vorfall passierte in der Anti-Rassismus-Aktionswoche der Liga, wodurch der Fall noch mehr an Brisanz in den Medien gewann und im gesamten Land publiziert wurde. In Folge entschuldigte sich Lipa bei Bent und unterstrich, dass seine Äußerung nicht entschuldbar sei, er diese jedoch in der Hitze des Gefechts getätigt hätte und auf keinen Fall rassistisch veranlagt sei. Wenn er könnte, würde er die Zeit zurückdrehen. Weiters zahlte Lipa eine Geldstrafe, die für die Anti-Rassismus-Kampagne der Liga verwendet wurde. Bent akzeptierte die Entschuldigung Lipas, woraufhin das mediale Interesse wieder abebbte. Aufgrund der Versöhnung zwischen Lipa und Bent und der Tatsache, dass Spieler und Verein von weiteren Schritten absahen, wurde auch das zuvor von der FA gegen Lipa eingeleitete Verfahren eingestellt.
Im Jänner 2005 scheiterte ein ligainterner Wechsel zu den Wycombe Wanderers an der maroden finanziellen Situation des Vereins.

### Rückkehr nach Österreich
Daraufhin entschloss er sich zu einer Rückkehr nach Österreich und unterschrieb abermals bei Austria Lustenau. In Folge bot Lipa wieder ansprechende Leistungen und bildete gemeinsam mit Daniel Ernemann eine der stärksten Innenverteidigungen der Liga. Trotzdem verpasste die hochambitionierte Mannschaft in der Spielzeit 2004/05 mit Tabellenplatz 4 und der Saison 2005/06 mit Tabellenplatz 3 den anvisierten Aufstieg in die Bundesliga, woraufhin es zu Umstrukturierungen im Verein kam, die auch eine Verjüngung der Mannschaft inkludierten. Zusätzlich hatte sich Lipa bereits während der Saison mit dem damaligen Lustenau-Trainer Heinz Fuchsbichler zerstritten, wodurch sich ein Abschied aus Lustenau abzeichnete. Im Sommer 2006 wurde sein Vertrag daraufhin nicht mehr verlängert und Lipa verließ Lustenau. Ohne Lipa hatte Lustenau in der Saison 2006/07 ein ausgeprägtes Defensivproblem und verpasste den Aufstieg trotz einer starken Offensive abermals. Bereits im November 2006 räumte Lustenau-Präsident Hubert Nagel in einem Interview mit den Vorarlberger Nachrichten ein, dass die Nicht-Verlängerung von Lipa eine Fehlentscheidung gewesen wäre und man ihn vielleicht noch ein Jahr halten hätte sollen.
Unterdessen entschloss sich Lipa 36-jährig zu einer Rückkehr nach Wien und unterschrieb beim Wiener Sportklub. Der WSK betrieb zu dieser Zeit einen immensen finanziellen Aufwand um den Aufstieg in die Erste Liga zu bewältigen. In der Spielzeit 2006/07 standen neben Lipa unter anderem auch Spieler wie Osman Bozkurt, Diego Viana oder Markus Holemar unter Vertrag. Trotz diesem mit "Stars" gespickten Kader verlief die Saison mit Tabellenendrang 4 enttäuschend. In Folge wurden fast alle teuren Spieler ausgetauscht. Lipa, der als souveräner Abwehrchef überzeugen konnte, war einer der wenigen der blieb. Doch die Spielerwechsel brachten ebenfalls nicht den gewünschten Erfolg und der WSK belegte abermals lediglich den 4. Tabellenendrang. Als es zur Spielzeit 2008/09 erstmals wieder zu Einsparungen bei den Dornbachern kam, wechselte Lipa ligaintern zum SV Wienerberg.
Beim von Magna gesponserten Verein lässt Lipa seither seine Karriere ausklingen. Die Mannschaft gilt durch die Magna- und Austria-Nähe als Ausbildungsverein für Abgänger der AKA Austria Wien, wodurch Lipa als einer der wenigen älteren Spieler die Position des Routiniers einnimmt. Am Ende der Spielzeit 2008/09 belegte er mit dem Verein den 7. Tabellenendrang.
Nachdem er Anfang Februar 2010 zum unterklassigen SC Lassee gewechselt war, verbrachte er dort genau drei Jahre, ehe er, rund drei Monate vor seinem 42. Geburtstag, ein weiteres Mal den Verein wechselte und sich dem SV Mischendorf/Neuhaus aus dem Südburgenland anschloss, woraufhin er im Sommer 2013 seine Karriere als Aktiver beendete.

## Nationalmannschaft
Nach starken Leistungen in der Liga für den GAK wurde Lipa auch im Alter von 29 Jahren auf einmal zum Thema für die österreichische Nationalmannschaft. Am 26. April 2000 kam er daraufhin, ausgerechnet genau an seinem 30. Geburtstag, unter Teamchef Otto Barić zu seinem Debüt im Freundschaftsspiel gegen Kroatien. Das Spiel wurde mit 1:2 verloren, Lipa wurde in Minute 67 für Günther Neukirchner eingewechselt.
In Folge wurde Lipa nicht mehr für die Nationalmannschaft berücksichtigt und es blieb somit bei einem Einsatz ohne Torerfolg.

## Trainerlaufbahn
Nachdem er ab Februar 2013 als Leiter der Nachwuchsabteilung der Vienna in Erscheinung getreten war, war er parallel dazu von Sommer 2014 bis Ende April 2015 auch Trainer der zweiten Kampfmannschaft des Klubs. In weiterer Folge übernahm er die Agenden der ersten Kampfmannschaft, nachdem der bisherige Trainer Hans Slunecko entlassen worden war. Im Jänner 2017 wurde er Trainer des 1.-Klasse-Nordwest-Vereines 1. FC Bisamberg.
Im April 2017 wurde er Trainer des Zweitligisten SC Austria Lustenau, für den er bereits als Spieler von 1994 bis 1997 und von 2005 bis 2006 gespielt hatte. Im September 2017 trennten sich die Lustenauer von Lipa. Im Dezember 2017 wurde er Trainer des viertklassigen SV Stripfing, dort aber schon im Mai 2018 nach dem Verlust der Landesliga-Tabellenführung wieder entlassen. Im Juni 2025 wurde er als Cheftrainer des in die Regionalliga abgestiegenen SV Horn verpflichtet.

## Privatleben
Lipa ist mit der Engländerin Sarah Adams-Lipa verheiratet. Diese ist promovierte Kriminologin und hat einen Bachelorabschluss in angewandter Psychologie. Unter anderem ist sie derzeit als Englisch-Lehrerin in Schiedsrichter Lehrgängen für den ÖFB aktiv.
2006 kritisierte sie in einem Artikel der englischen Times die Verallgemeinerung der Fußballerfrauen in der englischen Presse. Verstärkt durch die Fernsehserie Footballers’ Wives kam es zu dieser Zeit immer mehr zu einer einseitigen Berichterstattung über die sogenannten WAG`S (wives and girlfriends of high-profile football players). Adams-Lipa wurde aufgrund ihrer beruflichen Ausbildung als Gegenbeispiel angeführt und kritisierte unter anderem, dass in England beim Thema weiblicher Schönheit die Intelligenz vollkommen außer Acht gelassen wird:

„Es gibt einen Kern von Wahrheit zu dem Klischee, aber Sie müssen auch daran denken, dass Fußballer nicht in dem Ruf stehen besonders intelligent zu sein. Vielleicht zieht Gleiches – Gleiches an. Es gibt jedoch genug Fußballerfrauen die einen Beruf erlernt haben und sich darüber im Klaren sind, dass sie nach der Karriere ihres Mannes vielleicht der Ernährer sind.“

2008 trat sie in einer Folge der in England höchst erfolgreichen Sendung "Come Dine With Me", der Originalvorlage des im deutschsprachigen Raum bekannten "Das perfekte Dinner", auf. Der Sender vermarktete sie ausgerechnet als "WAG" (Titel der Sendung: A Real Footballer's Wife) und stellte sie genau in den Situationen dar, die sie 2006 im Times-Interview kritisiert hatte. Einige Auszüge aus der offiziellen Pressemeldung des Senders über die Episode:

„Sarah begibt sich auf eine zweistündige Rundfahrt zu einem eleganten Kaufhaus, in dem der Einkauf von Lebensmitteln nicht gerade ihre Priorität ist und die Ablenkung von Designer-Kleidung fast zu katastrophalen Folgen für den Abend führt" oder

 "Wird Sarah den Preis von £ 1000 gewinnen? Schließlich braucht sie ein neues Paar Schuhe von Gucci – und eine dazu passende Handtasche würde auch nicht schaden!"“

Aufgrund des Skandals rund um Jason Bent und dem Auftritt seiner Frau im englischen Fernsehen hat Lipa trotz seiner eher mittelmäßigen Karriere in England einen beträchtlichen Bekanntheitsgrad.
2009 war das Ehepaar abermals als Geschädigte in der Causa um den Milliardenbetrüger Allen Stanford in den Medien.

## Erfolge
- 2 × Österreichischer Pokalsieger: 2000, 2002
- 2 × Supercup-Sieger: 2000, 2002
- 2 × Meister der 2. Division: 1994 und 1997
- 1 × Meister der Regionalliga West: 1994